# St. Bonifatius (Fulda-Horas)

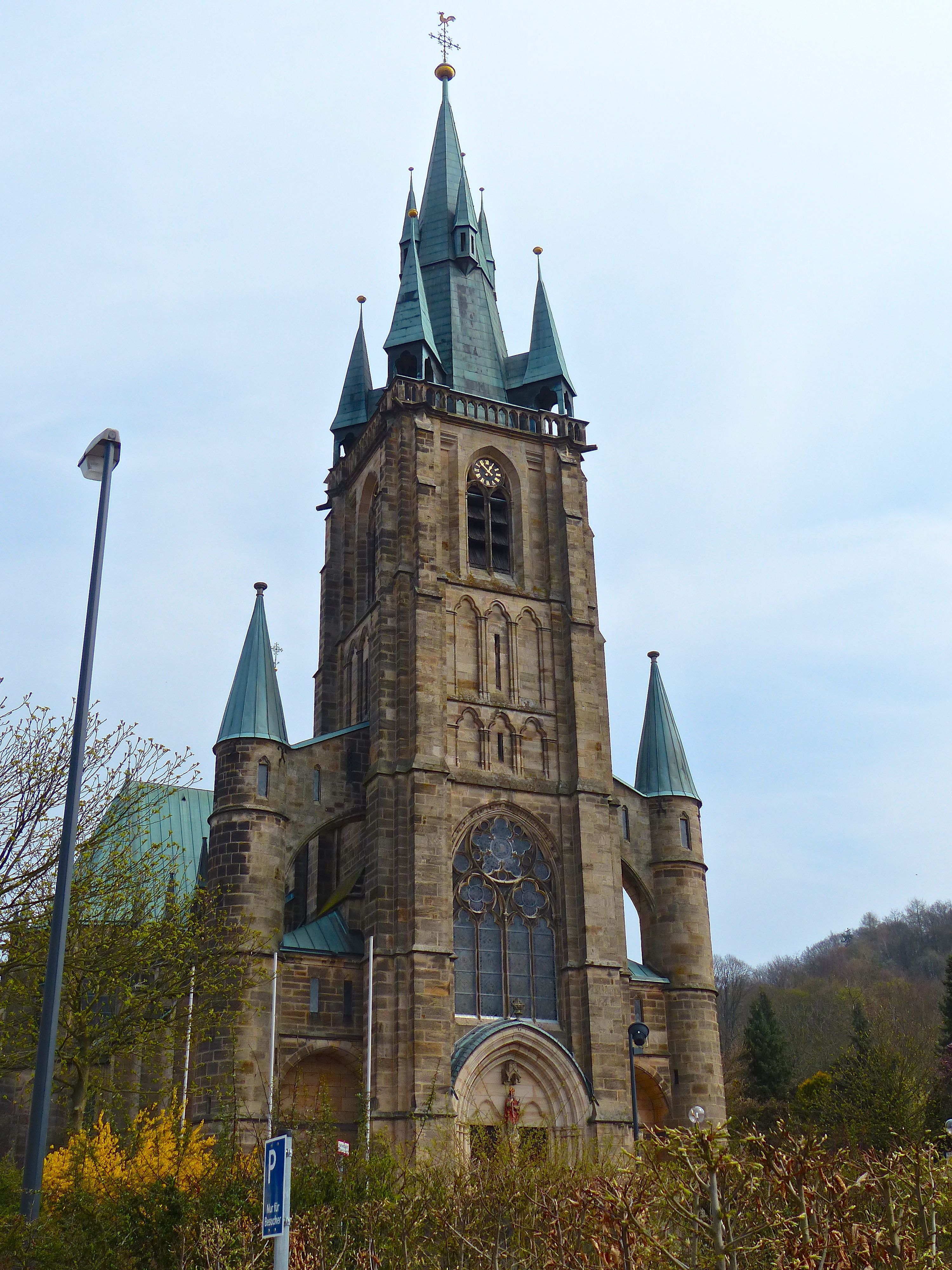
Fulda-Horas, St. Bonifatius

St. Bonifatius ist eine 1881–1885 neugotisch erbaute römisch-katholische Pfarrkirche in Fulda-Horas in Hessen.

## Geschichte
Eine erste Kapelle in Horas ist laut Eintrag im ältesten Taufbuch um 1250 abgebrannt. Aus ihr stammen Architekturteile, die zunächst im Giebel der wieder aufgebauten Wendelinuskapelle vermauert waren und nach deren Abbruch im Pfarrgarten in Horas aufgestellt wurden. Leider sind die Erbauungsjahre, auch der zweiten Wendelinuskapelle nicht bekannt. 1632 ist im Staatsarchiv Marburg belegt, dass die Vorsteher und Erbauer der zweiten Kapelle in Horas 40 Gulden für den Bau geliehen haben. 1674 erwähnt ein Visitationsbericht des Archidiakonats Fulda eine seit dem Mittelalter bestehende Kapelle mit dem Titel des hl. Wendelinus in Horas und einer solchen zu Ehren der hl. Ottilia in Niesig. Seit 1594 war Horas eine Filialgemeinde der Pfarrei Frauenberg.
Als 1877 wegen Baufälligkeit die Schließung der Kapelle drohte, entschloss man sich zum Bau der heutigen St.-Bonifatius-Kirche, die nach Entwurf von Arnold Güldenpfennig ab 1881 erbaut, 1885 konsekriert und 1888 zur Pfarrei erhoben wurde. 

## Ausstattung
Die neugotischen Kirchenfenster waren von der Köln-Lindenthaler Glasmalerei Schneiders und Schmolz angefertigt. Heute die Kirche mit signierten Glasfenstern von Charles Crodel von 1958 und 1974 ausgestattet. Die postume Ausführung der Fenster der Seitenkapellen erfolgte durch Carl Helmut Steckner.

## Orgel
Die Orgel wurde 2004 von der Orgelbaufirma Karl Schuke (Berlin) erbaut. Das grundtönig disponierte Instrument hat 31 Register (2358 Pfeifen) auf zwei Manualen und Pedal. Die Spieltrakturen sind mechanisch, die Registertrakturen elektrisch. Das Instrument ist mit einer umfassenden Setzeranlage ausgestattet.
| I Hauptwerk C–a3 |             |       |
| 1.               | Praestant   | 16′   |
| 2.               | Principal   | 8′    |
| 3.               | Salicional  | 8′    |
| 4.               | Gedackt     | 8′    |
| 5.               | Octave      | 4′    |
| 6.               | Rohrflöte   | 4′    |
| 7.               | Quinte      | 2 ⁄3′ |
| 8.               | Superoctave | 2′    |
| 9.               | Cornet V    | 8′    |
| 10.              | Mixtur IV   | 2′    |
| 11.              | Cymbel III  | 1′    |
| 12.              | Trompete    | 8′    |
|                  | Tremulant   |       |

| II Schwellwerk C–a3 |                        |       |
| 13.                 | Geigenprincipal        | 8′    |
| 14.                 | Bordun                 | 8′    |
| 15.                 | Gambe                  | 8′    |
| 16.                 | Voix céleste           | 8′    |
| 17.                 | Fugara                 | 4′    |
| 18.                 | Flûte octaviante       | 4′    |
| 19.                 | Flautino               | 2′    |
| 20.                 | Progress. harm. III-IV | 2 ⁄3′ |
| 21.                 | Basson                 | 16′   |
| 22.                 | Trompet harmonique     | 8′    |
| 23.                 | Hautbois               | 8′    |
| 24.                 | Vox humana             | 8′    |
|                     | Tremulant              |       |

| Pedal C–f1 |            |         |
| 25.        | Kontrabass | 16′     |
| 26.        | Subbass    | 16′     |
| 27.        | Quintbass  | 10 2⁄3′ |
| 28.        | Octavbass  | 8′      |
| 29.        | Cello      | 8′      |
| 30.        | Posaune    | 16′     |
| 31.        | Trompete   | 8′      |

- Koppeln
- Normalkoppeln: II/I, II/P, II/P
- Superoktavkoppel: II/II, II/I, II/P
- Suboktavkoppeln: II/II, II/I

## Glocken
Die Glockengießerei Otto aus Hemelingen/Bremen, die vor und nach dem Weltkriegen eine Vielzahl von Glocken für Fulda und das Fuldaer Umlang gegossen hat, lieferte drei Generationen von Bronze-Glocken für die St. Bonifatius-Kirche in Fulda-Horas: im Jahr 1892 vier Glocken, 1924 und 1928 je zwei Glocken. Bis auf eine Glocke wurden sie alle zu Kriegszwecken eingeschmolzen. Kurz nach dem Krieg goss Otto im Jahr 1949 drei neue Glocken und lieferte 1961 zwei weitere Glocken. Das Geläut besteht heute aus fünf Glocken mit folgender Disposition: d′ – fis′ – a′ – h′ – cis″. Ihre Durchmesser sind: 1412 mm, 1074 mm, 904 mm, 805 mm und 748 mm. Sie wiegen: 1930 kg, 856 kg, 536 kg, 416 kg und 285 kg.

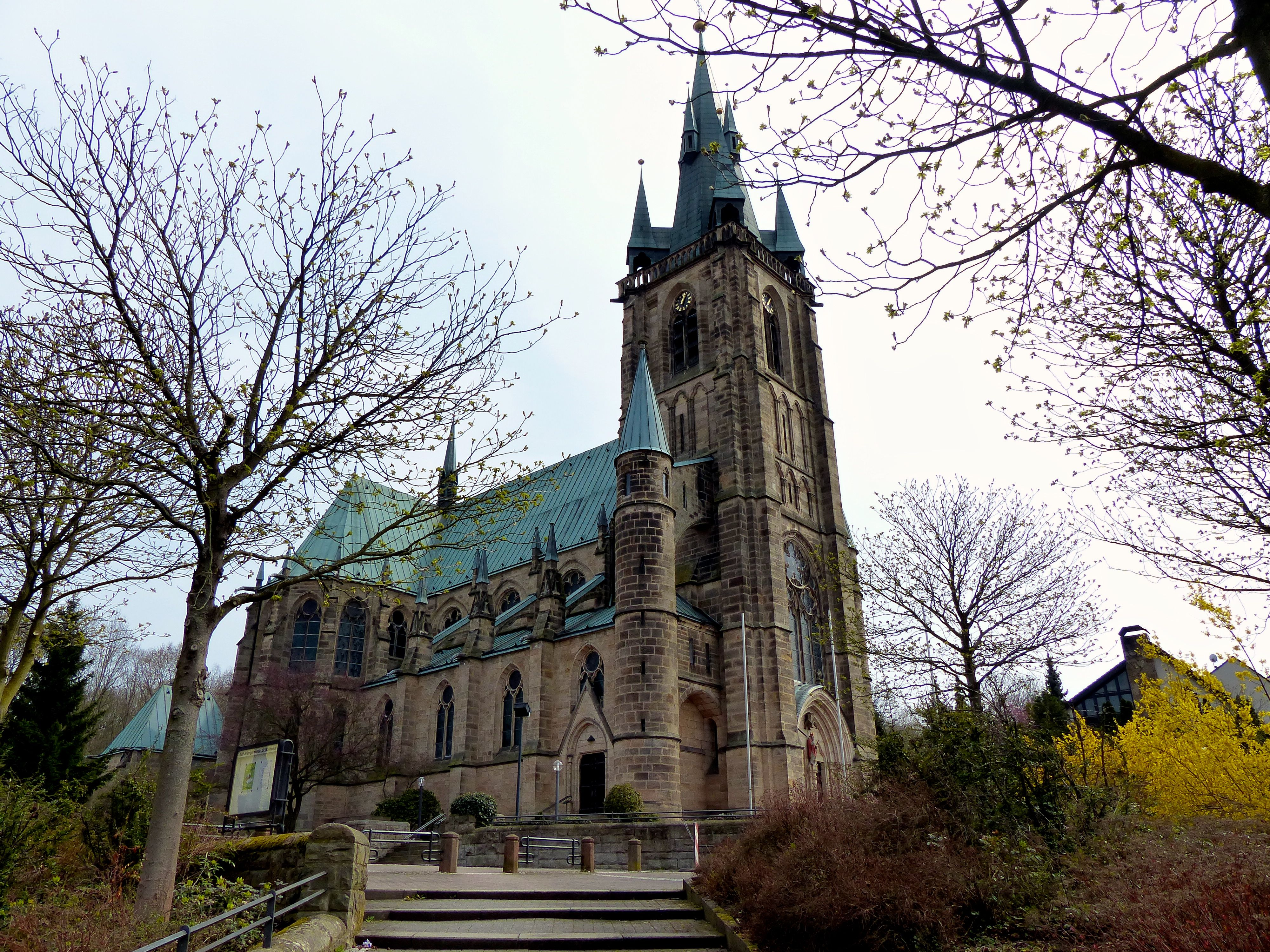
Seitenansicht
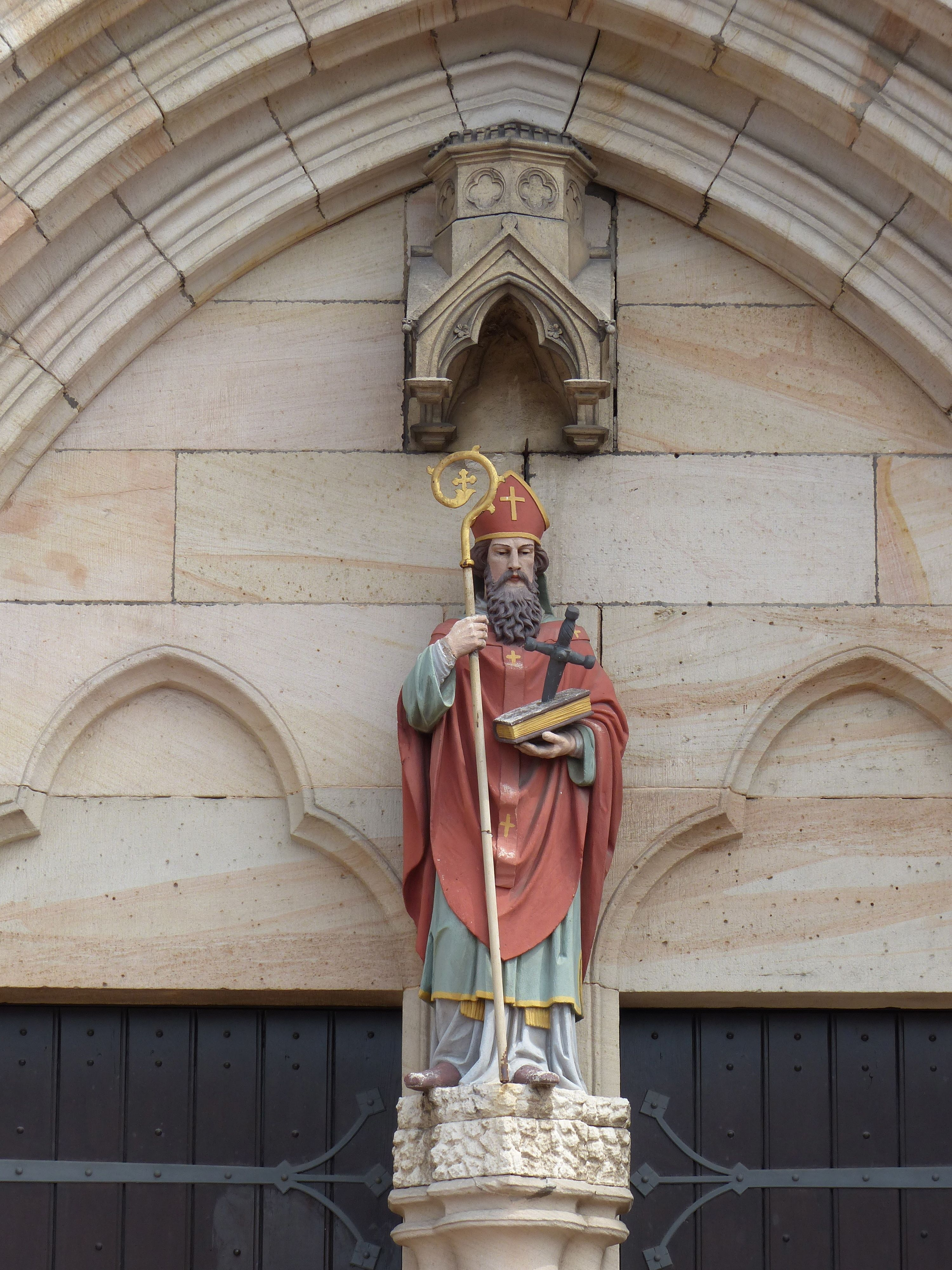
Portal
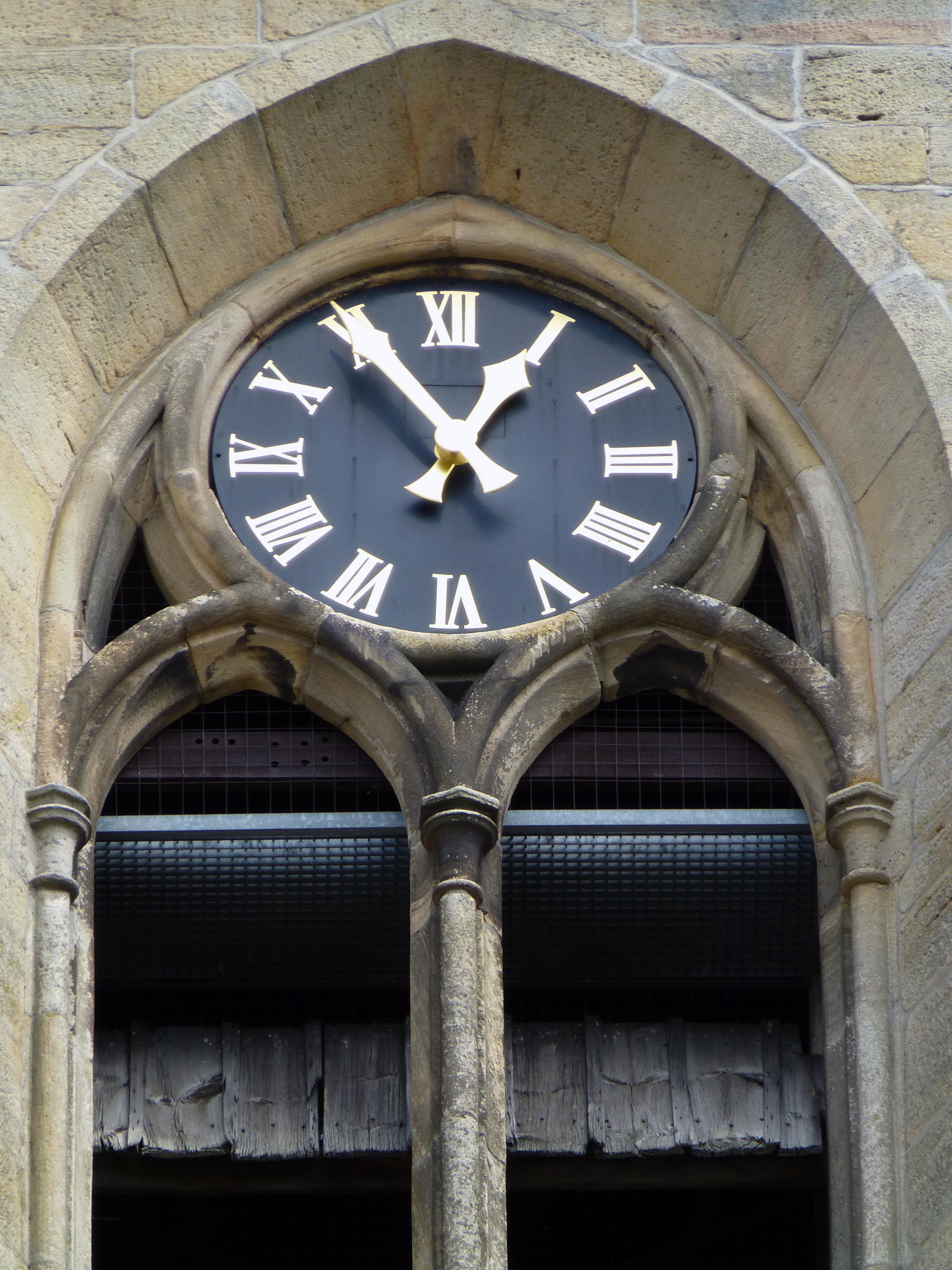
Turmuhr
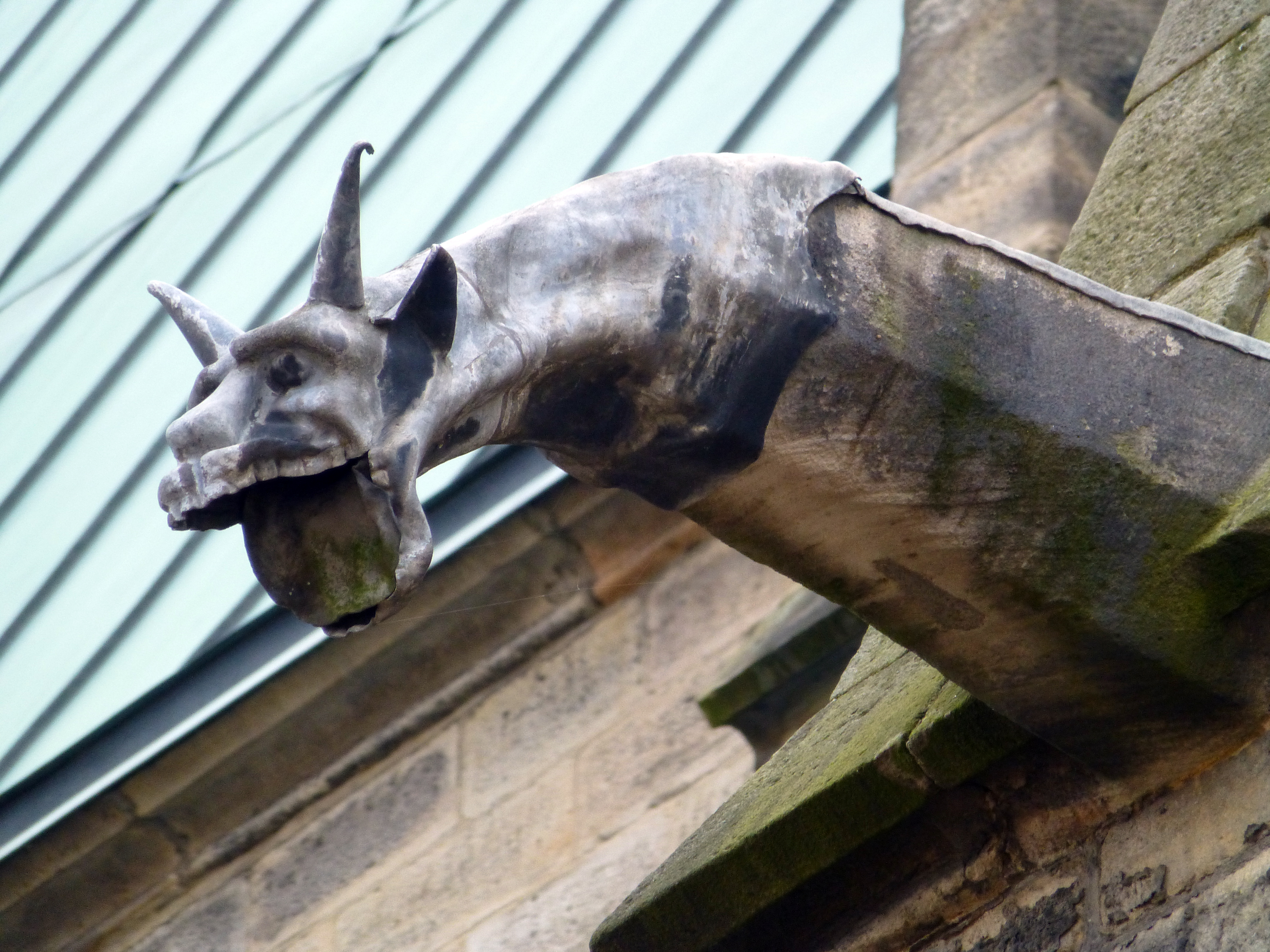
Wasserspeier
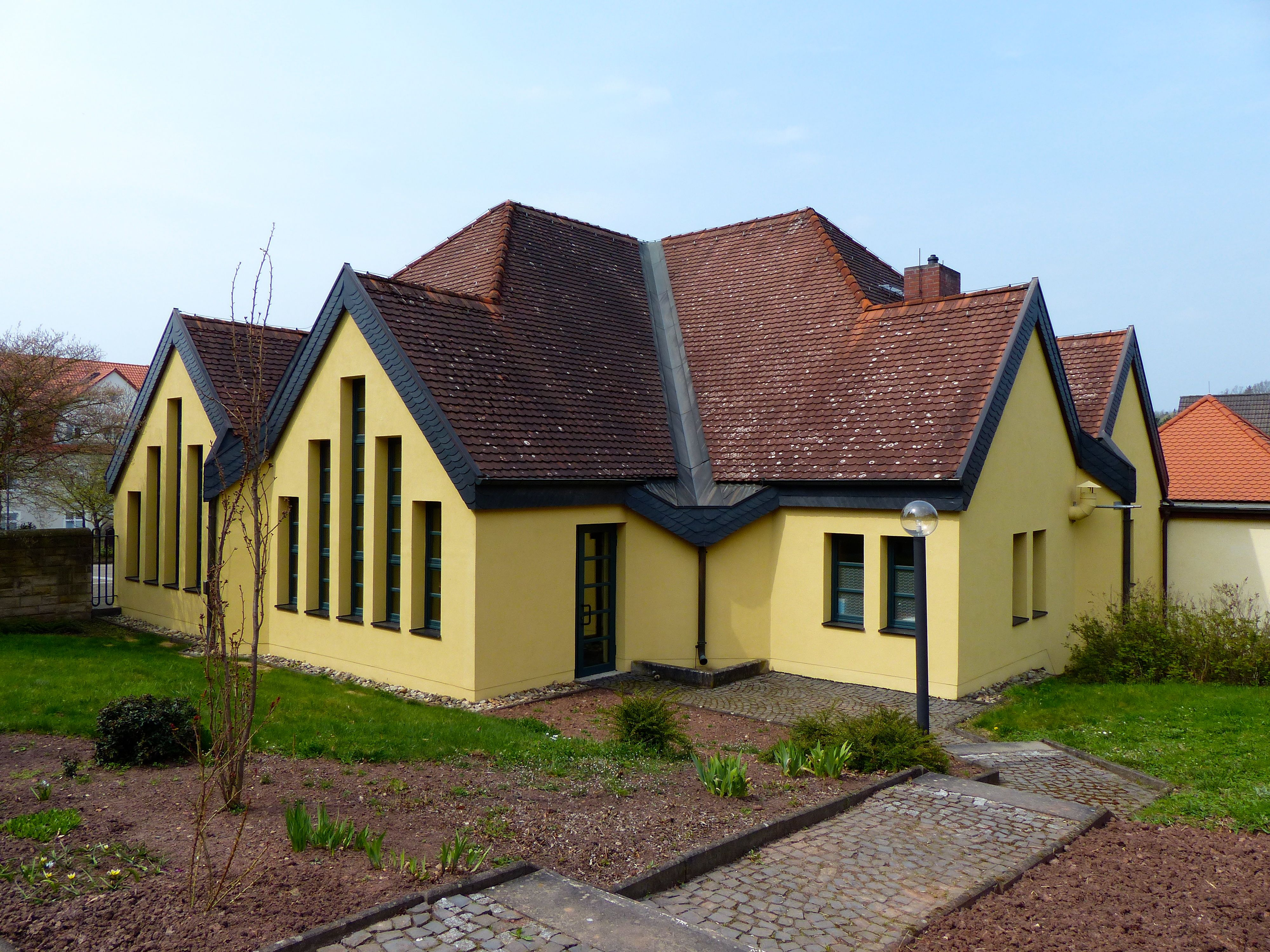
Pfarrzentrum